# رویان‌داران
رویان‌داران (Embryophyta) یا گیاهان خاکی زیرفرمانرویی از باستان‌گیاهیان هستند. رویان‌داران مجموعهٔ گیاهان خشکی‌زی یا آبزی با اجداد خشکی‌زی هستند که توانایی تولید رویان پُریاخته (چندسلولی) دارند.
این گیاهان آشناترین گیاهان برای انسان‌اند.